# Traustila (protector)
Traustila (fl. 455) è stato un militare romano di origine barbarica che aveva raggiunto il rango di protector (guardia del corpo dell'Imperatore).
Il 16 marzo 455 mise in atto, insieme al collega Ottila, l'assassinio dell'imperatore Valentiniano III e del suo eunuco Eraclio, mentre si trovavano al Campo Marzio a Roma: Traustila si occupò di uccidere l'odiato funzionario, mentre Ottila assassinava l'Augusto. Le motivazioni del gesto sono probabilmente da ricondurre alla precedente morte di Flavio Ezio, generale che Traustila e Ottila avevano servito, avvenuta per mano di Valentiniano e a causa delle trame di Eraclio. Dopo la morte di Valentiniano Traustila e Ottila non furono fermati dai presenti, ancora turbati, ma si recarono rapidamente da Petronio Massimo, portando con sé il diadema e il cavallo del sovrano.